# Cresques Abnarrabí
Cresques Abnarrabí (Lleida, Segrià, segle xv — segle XV) fou un oftalmòleg i cirurgià jueu. Va estudiar medicina a Saragossa i el 1459 obtingué la llicència d'exercir. S'establí a Lleida, on s'especialitzà en cirurgia ocular. El 1468 va operar amb èxit de cataractes a Joan II de Catalunya-Aragó. El seu germà Dolç Abnarrabí obtingué el 1456 la llicència d'exercir; es fixà a l'aljama de Saragossa, on assolí una gran fortuna.